# 飛騨市立神岡中学校
飛騨市立神岡中学校（ひだしりつ かみおかちゅうがっこう）は、岐阜県飛騨市にある公立中学校。

## 概要
- 神岡小学校の児童が進学する。
- 岐阜県立飛騨神岡高等学校と連携型中高一貫教育を行っている。

## 沿革
- 1947年（昭和22年）4月1日 - 吉城郡船津町に船津町立船津中学校が開校。
- 1948年（昭和23年） - 吉城郡阿曽布村の阿曽布村立第一中学校を統合し、吉城郡学校組合立船津中学校に改称する。
- 1949年（昭和24年） - 殿大地に校舎が移築される[1]。
- 1950年（昭和25年）6月10日 - 船津町、阿曽布村、袖川村が合併し、神岡町が発足する。同時に神岡町立神岡中学校に改称する。
- 1968年（昭和43年）4月1日 - 茂住中学校を統合する。
- 1975年（昭和50年）
  - 4月 - 漆山中学校を統合する。
  - 8月 - 大津山中学校を統合する。
- 1977年（昭和52年）4月 - 栃洞中学校、山田中学校を統合する。旧・栃洞中学校を栃洞教室、旧・山田中学校を山田教室とする。
- 1978年（昭和53年） - 現在地に新築移転。栃洞教室、山田教室を廃止。
- 2004年（平成16年）2月1日 - 神岡町が古川町、宮川村、河合村と合併して、飛騨市が発足する。同時に飛騨市立神岡中学校に改称する。